# Pokriveno r
Pokriveno r naziv je za pisanje i izgovor kratkoga jekavskoga jata iza slova r. U povijesti suvremenoga hrvatskoga jezikoslovlja i hrvatskoga pravopisa jednako kako i danas pokriveno r je jedno od gorućih pitanja hrvatskoga pravopisa. O izgovoru kratkoga jata iza r postoje tri skupine s takvim r :  
- r dolazi na početku riječi ili je ispred njega otvornik (rječnik, rječica, korjenčić, gorjeti...) - nepokriveno r
- ispred r dolazi koji zatvornik, ali je ispred r tvorbena granica (odrješnica, odrješenje...) - polupokriveno r
- r dolazi iza zatvornika, i nije na tvorbenoj granici (grjehota, grješan, vrjemena, strelica, unaprjeđivati...) - pokriveno r

## Povijestpokrivenoga r
U hrvatskoj književnosti pisanoj na jekavskom izričaju jata bilježe se razni oblici pokrivenoga r. U starodubrovačkoj književosti postoji mnogo pisaca koji pokriveno r redovito piše, pa tako imamo oblike poput srjeća, vrjeća, rjepa, srjetati, grješnik, grjehota, vrjemena i ine. S vremenom upotreba pokrivenog r se polako počela gubiti, pa su tako među prvima otpale riječi neprozirnog korijena poput srjeća, vrjeća, srjetati, rjepa, rjezati, mrježa, brjeme..., dok se riječi prozirne tvorbe poput grješnik, grjehota, vrjemena, strelica... pišu na različite načine
Za vrijeme Ilirskoga preporoda vraćaju se mnogi oblici koji su u izgovoru već odavno ispali, pa tako imamo oblike srjeća, vrjeća, srjetati, trjebati, rjezati, mrježa, brjeme, srjedina... no ta se praksa ne primjenjuje dosljedno. 
Nakon preporoda nema koncenzusa oko pravopisa, pa nema ni stalnosti u pisanju ili ne pisanju pokrivenoga r. Godine 1893., nakon pobjede vukovaca u prvom službenom pravopisu Broz-Boranić propisuje se grješnik, grješna, pogreška, okrjepa... ali dremljiv, vremena, sredina...
Po ulasku u zajedničku državu ne piše se pokriveno r. Osim na kratko vrijeme tijekom NDH i pravopisa Cipra-Klaić u kojem se propisuju oblici pogrješka, pogrješan... ali opreka, okrepljiv..., u hrvatskom se pravopisu isključivo propisuje ekavski pokriveni r.
U novije vrijeme od osamostaljenja države, mnogo se raspravalja o pitanju pokrivenoga r. U pravopisu Babić-Finka-Moguš propisuju se oblici grješan, grješnik, drjemljiv, strelica, pogreška, okrjepa..., a na 12. sjednici Vijeća za normu hrvatskoga standardnog jezika zaključuje se da se ne smije nikoga ispravljati ako piše pokriveni r tamo gdje je tvorba prozirna npr. u riječima vrjemena, grješnik, trjebitelj...
Do promjene opet dolazi nakon ukinuća Vijeća za normu hrvatskoga standardnog jezika 2012. i službeno proglašenje novoga pravopisa Instituta za jezik i jezikoslovlje unatoč protivljenju velikoga broja stručnih osoba i jezikoslovaca.